# فوق الظلال
فوق الظلال (بالإنجليزية: Above the Shadows) هو فيلم رومانسي خارق لعام 2019 كتبه وأخرجه كلوديا مايرز. الفيلم من بطولة أوليفيا ثيرلبي وآلان ريتشسون وجيم غافيجان وماريا ديزيا وتيتو أورتيز وديفيد يوهانسن وميغان فوكس ، وقد تم عرضه لأول مرة في مهرجان بروكلين السينمائي في 31 مايو 2019، فشل الفيلم في شباك التذاكر وحصل على اراء سلبية كبيرة.
a Myers

## إنتاج
الفيلم مبني على نص أصلي من تأليف المخرجة كلوديا مايرز. في 1 نوفمبر 2017 ، أُعلن أن أوليفيا ثيرلبي ، وألان ريتشسون ، وجيم غافيجان ، وميغان فوكس سيشاركون في الفيلم ، الذي كان في ذلك الوقت تحت اسم فتاة الظل. فوق الظلال أنتجته شركة HIPZEE المرشحة لجائزة توني بالاشتراك مع ميريد بيكتشرز وباوندري ستون وباونتد ميديا كابتل

## الإصدار
تم عرض فوق الظلال لأول مرة في مهرجان بروكلين السينمائي الثاني والعشرين (BFF) في 31 مايو 2019. وفاز بجائزة BFF Audience Choice Award للميزة السردية. في مايو 2019 ، حصلت شركة Gravitas Ventures على حقوق التوزيع الأمريكية للفيلم وتم إصداره في 19 يوليو 2019.

## القصة
امرأة شابة (أوليفيا ثيرلبي) تلاشت عن الأنظار حتى باتت خفية، تقرر أن تشق طريقها من جديد بمساعدة الرجل الوحيد في العالم الذي يستطيع رؤيتها (آلان ريتشسون).

## وصلات خارجية
- فوق الظلال على موقع IMDb (الإنجليزية)
- فوق الظلال على موقع روتن توميتوز (الإنجليزية)
- فوق الظلال على موقع قاعدة بيانات الفيلم (الإنجليزية)
- فوق الظلال على موقع ليتربوكسد (الإنجليزية)
- فوق الظلال على موقع كينوبويسك (الروسية)